# Скляренко, Виталий Григорьевич
Вита́лий Григо́рьевич Скляре́нко (укр. Віталій Григорович Скляренко; 14 августа 1937, Новониколаевка — 20 июля 2020, Киев) — советский и украинский лингвист-славист, доктор филологических наук, академик НАН Украины.

## Биография
Родился в семье учителей. В 1959 году была завершена учёба на филологическом факультете Одесского государственного университета имени И. И. Мечникова. С 1963 года и до конца жизни работал в Институте языкознания НАН Украины. Вначале прошел там аспирантуру и закончил её в 1966 году. Там же он в 1967 году защитил диссертацию под названием «Образования с именными приставками в украинском языке» (под научным руководством А. С. Мельничука) на кандидата филологических наук. А в 1983 году защитил диссертацию на доктора филологических наук. С 1987 года в Институте языкознания занимал должность заместителя директора по научной работе. В 1996 году стал директором, занимал этот пост до 2017 года, после чего перешёл на должность почётного директора и советника при дирекции института.
С 1992 года — профессор в Институте языкознания и член-корреспондент НАН Украины. В 2003 году был избран академиком НАН Украины, а также в 2004 —2009 годах (или в 2003—2008 годах) являлся академиком-секретарём Отделения литературы, языка и искусствоведения НАН Украины. Был членом Президии НАН Украины, а с 2009 года является советником этой Президии.
Умер в Киеве 20 июля 2020 года. Похоронен на Байковом кладбище 22 июля.

## Редакционная работа
Вначале был соавтором издания «Этимологический словарь украинского языка» (в 7 томах, 1982—2012), а потом стал также его соредактором. Входил в редакционную комиссию энциклопедии «Украинский язык» (2000, 2004, 2007, 2013) и написал для неё немало статей. Под ответственной редакцией Скляренко был издан «Украинский орфографический словарь» (2009). Являлся редактором журнала «Языковедение» (укр. Мовознавство).

## Звания и награды
- Орден князя Ярослава Мудрого V степени (2007);
- Заслуженный деятель науки и техники Украины (2003);
- Лауреат Премии НАН Украины (2001).

## Избранные работы

### Книги
- Жовтобрюх М. А., Русанівський В. М., Скляренко В. Г. Історія української мови: Фонетика. — К.: Наукова думка, 1979. — 367 с.
- Скляренко В. Г. Історія акцентуації іменників а-основ української мови. — К.: Наукова думка, 1969. — 146 с.
- Скляренко В. Г. Історія акцентуації іменників середнього роду української мови. — К.: Наукова думка, 1979. — 109 с.
- Скляренко В. Г. Історія українського наголосу: Іменник. — К.: Наукова думка, 2006. — 708 с.
- Скляренко В. Г. Нариси з історичної акцентології української мови. — К.: Наукова думка, 1983. — 239 с.
- Скляренко В. Г. Постаті та ідеї: З історії мовознавства в Україні. — К.: Наукова думка, 1995. — 150 с.
- Скляренко В. Г. Праслов’янська акцентологія. — К.: Українська книга,1998. — 342 с.
- Скляренко В. Г. Русь і варяги: Історико-етимологічне дослідження. — К.: Довіра, 2006. — 119 с.
- Скляренко В. Г. «Темні місця» в «Слові о полку Ігоревім». — К.: Довіра, 2003. — 147 с.

### Статьи в журнале «Мовознавство»
- Скляренко В. Г. Акцентологічна проблематика форми родового відмінка множини іменників // Мовознавство. — 1975. — № 6. — С. 33—41.
- Скляренко В. Г. До питання про «Руські письмена» в житті Костянтина Філософа // Мовознавство. — 2014. — № 2. — С. 3—14.
- Скляренко В. Г. До питання про новоакутову інтонацію [праслов’янської мови] // Мовознавство. — 1971. — № 1. — С. 49—56.
- Скляренко В. Г. Етимологічні розвідки. 3 // Мовознавство. — 1994. — № 6 — С. 12—18.
- Скляренко В. Г. Етимологічні розвідки. 5 // Мовознавство. — 1996. — № 6. — С. 12—18.
- Скляренко В. Г. Етимологічні розвідки. 6 // Мовознавство. — 1997. — № 4/5. — C. 11—16.
- Скляренко В. Г. Етимологічні розвідки. 7. Невіста // Мовознавство. — 2007. — № 3. — С. 3—11.
- Скляренко В. Г. Етимологічні розвідки. 8 // Мовознавство. — 2009. — № 1. — С. 3—13.
- Скляренко В. Г. Етимологічні розвідки. 9 // Мовознавство. — 2010. — № 1. — С. 3—13.
- Скляренко В. Г. Етимологічні розвідки. 10. Невід // Мовознавство. — 2010. — № 4/5. — С. 14—21.
- Скляренко В. Г. Етимологічні розвідки. 11 // Мовознавство. — 2011. — № 5. — С. 3—10.
- Скляренко В. Г. З історії акцентуації абстрактних іменників [іменники на-ння, ття] // Мовознавство. — 1973. — № 4. — С. 34—41.
- Скляренко В. Г. З історії акцентуації іменників середнього роду О-основ (Іменники з кореневим наголосом) // Мовознавство. — 1972. — № 5. — С. 62—69.
- Скляренко В. Г. З історії акцентуації іменників середнього роду о-основ. (Іменники з флективним наголосом) // Мовознавство. — 1977. — № 3. — С. 48—49.
- Скляренко В. Г. З історії акцентуації неозначеної форми дієслів української мови // Мовознавство. — 1988. — № 2. — С. 38—44.
- Скляренко В. Г. Історія акцентуації іменників t-основ української мови // Мовознавство. — 1979. — № 5. — С. 38—45.
- Скляренко В. Г. Історія акцентуації іменників основ української мови // Мовознавство. — 1978. — № 2. — С. 14—22.
- Скляренко В. Г. Походження назви варяги // Мовознавство. — 2006. — № 1. — С. 8—16.
- Скляренко В. Г. Походження назви Русь. 1 // Мовознавство. — 2003. — № 5. — С. 3—13.
- Скляренко В. Г. Походження назви Русь. 2 // Мовознавство. — 2004. — № 2/3. — С. 3—19.
- Скляренко В. Г. Походження назви Русь. 3 // Мовознавство. — 2004. — № 5/6. — С. 3—11.
- Скляренко В. Г. Походження назви Русь. 6 // Мовознавство. — 2011. — № 3. — С. 16—25.
- Скляренко В. Г. Походження назви Україна // Мовознавство. — 2006. — № 5. — С. 15—33.
- Скляренко В. Г. Походження рухомості наголосу в іменниках типу «Книжка» // Мовознавство. — 1968. — № 4. — С. 58—61.
- Скляренко В. Г. «Темні місця» в «Слові о полку Ігоревім». 11 // Мовознавство. — 2008. — № 2/3. — С. 3—12.
- Скляренко В. Г. «Темні місця» в «Слові о полку Ігоревім». 12 // Мовознавство. — 2009. — № 3/4. — С. 43—53.
- Скляренко В. Г. «Темні місця» в «Слові о полку Ігоревім». 13 // Мовознавство. — 2010. — № 2/3. — С. 30—40.
- Скляренко В. Г. «Темні місця» в «Слові о полку Ігоревім». 14 // Мовознавство. — 2012. — № 1. — С. 3—12.

### Статьи в других изданиях
- Скляренко В. Г. Авторські наголоси у творах Т. Г. Шевченка // Культура слова. — К.: Наукова думка, 1989. — Вип. 37. — С. 22—25.
- Скляренко В. Г. Акцентологічні коментарі до відмінювання іменників чоловічого роду // Праці Одеського державного університету ім. І. І. Мечникова. — Одеса, 1960. — Т. 150. Вип. 6. — С. 63—69.
- Скляренко В. Г. Звідки походить назва Україна // Україна. — 1991. — № 1. — С. 20—39.
- Скляренко В. Г. К вопросу о происхождении славянской окситонированной акцентной парадигмы // Советское славяноведение. — 1988. — № 1. — С. 61—68.
- Скляренко В. Г. К истории славянской подвижной акцентной парадигмы // Вопросы языкознания. — 1991. — № 6. — С. 64—77.
- Скляренко В. Г. Наголошування іменників першої відміни // Українська мова та література в школі. — 1966. — № 5. — С. 22—25.
- Скляренко В. Г. Походження етноніма «русини» // Життя у слові: Збірник наукових праць на пошану акад. В. М. Русанівського. — К.: Д. Бураго, 2011. — С. 96—104.
- Скляренко В. Г. Походження слова суд «judicium» // Академік Олександр Савич Мельничук і сучасне мовознавство. — К.: Д. Бураго, 2012. — С. 9—16.
- Скляренко В. Г. Прасербська двоскладова інтонація // Структура і розвиток слов’янських мов. — К., 1967. — С. 45—55.
- Скляренко В. Г. Слова з двома наголосами в поетичних творах Лесі Українки // Культура слова. — К.: Наукова думка, 1991. — Вип. 40. — С. 32—35.
- Скляренко В. Г. «Слово о полку́….» чи «Слово о по́лку…» // Культура слова. — К.: Наукова думка, 1990. — Вип. 38. — С. 74—76.
- Скляренко В. Г. Україна: походження назви // Вісник МАУ. — 1991. — № 1. — С. 66—72.